# Długi Staw Gąsienicowy
Der Polnische Lange See (pl. Długi Staw Gąsienicowy) in Polen ist ein Gletschersee im Seealmtal (pl. Dolina Gąsienicowa) in der Hohen Tatra. Er befindet sich in der Gemeinde Zakopane und ist über einen markierten Wanderweg erreichbar. Das Wasser des Sees fließt über den Seealmer Schwarzbach ab. In der Nähe des Sees befindet sich die Höhle an der Quelle, eine der wenigen Höhlen in der Hohen Tatra.